# Alienation
|  | Wiktionary har en ordboksartikel om alienation. |

Alienation, engelska för förfrämligande (jämför tyska: Entfremdung), förslagsvis även social avlägsenhet, kallsinnighet med mera, är ett sociologiskt och filosofiskt begrepp som har haft många olika tillämpningar genom historien, men som generellt syftar på en känsla av främlingskap för eller inför något. Alienation som sociologiskt begrepp bör inte blandas ihop med begreppet parallellsamhälle, som avser en grupp personer som ställer sig utanför samhället, eller det arbetsmarknadspolitiska begreppet utanförskap, som betecknar att befinna sig utanför eller vara utestängd från något. 

## Bakgrund
Ordet alienation härstammar från latinets alienare, som betyder avyttra eller avlägsna. Det betecknar stadiet av förfrämligande, känslan av främlingskap. Att alienera eller alieneras betyder således att göra främmande, respektive att bli förfrämligad.
Alienationsbegreppet introducerades i modern tid först av filosofen G.W.F. Hegel i hans bok Andens fenomenologi (1807). En filosofisk tanke som senare togs vidare av den tyske filosofen Karl Marx, och ifrån vilken han kom att lägga grunden för alienationsteorin. I Ekonomisk-filosofiska manuskript utgår Marx från människan som individ, som grupp och i relation till naturen.

## Alienation, produktion och arbetsdelning
Karl Marx menade att kapitalismen, på grund av den arbetsdelning som inträdde med den moderna industriella kapitalismen och som fick till följd att den "frie" hantverkaren trängdes in i gigantiska fabriker, gjorde att arbetaren blev förfrämligad (alienerad). Proletariatet alienerades från produkten av sitt arbete, och därmed från själva arbetet. Eftersom Marx ansåg att arbetet var uttrycket för mänsklighetens samverkande natur när den utspelade sig inom ramen för ett bristsamhälle, ansåg han att denna alienation också ledde till att människor alieneras från sin egen mänsklighet och därmed alla andra människor. Marx utgick ifrån att människan kom i kontakt med sitt sanna väsen först då hon fick utlopp för sin kreativitet (sitt arbete), men då detta inte görs på hennes egna villkor, tappar hon kontakten med sig själv. I den utvecklade industriproduktionen förvandlas människan till blott en kugge i ett större maskineri hon inte råder över och som får henne att känna sig främmande och maktlös inför det hon skapar eller producerar och hela den värld hon lever i. Han ansåg att alienationen som genomsyrar samhället skapas av skillnaden mellan arbete och kapital, den så kallade sociala arbetsdelningen. När Marx bröt med Ludwig Feuerbachs antropologiska filosofi kring år 1845 upphörde han också att tala om människans alienation och termen förekommer ytterst sparsamt i hans texter efter det. Vissa författare (exempelvis Ernest Mandel) menar att man i den "mogne" Marx ekonomikritiska arbeten kan finna en historisk alienationsteori, till skillnad från ungdomsårens antropologiska.
Den som främst bidragit till att studera alienation i Sverige är måhända sociologen Joachim Israel.

## Alienation, kultur och konsumtion
Alienationsteorin kom senare att utvecklas av bland andra den italienska marxisten Antonio Gramsci och den så kallade Frankfurtskolan (bland andra Theodor Adorno). Deras bidrag till alienationsteorin har inneburit att teorin inte bara innefattar den kapitalistiska produktionsprocessen, utan även det civila och den kulturella sfären i det kapitalistiska samhället. Den så kallade Nya vänstern under 1960-talet var påverkad av Karl Marx alienationsteori men även av senare teorier på detta område. Bland de från denna grupp som särskilt bör nämnas är den franske socialfilosofen André Gorz som studerade alienationen inom arbetslivet och den tysk-amerikanske filosofen och psykologen Herbert Marcuse, som i sina studier visade hur de framväxande massmedierna, främst televisionen, skapade en kultur av "endimensionella", fördummade människor, alienerade och bortvända från verkligheten.
Situationisterna (Guy Debord, Raoul Vaneigem m.fl.) beskriver alienationens verkliga organisering som det overkliga Skådespelssamhället, där vi som passiva åskådare iakttar kapitalets och varurelationernas meningslösa självbespegling. I ett vidare perspektiv kan endast den sociala revolutionen bryta denna förtrollning och återge vardagslivet dess autenticitet.
Alienationsteorin nådde även långt utöver marxistiska och socialistiska kretsar. Inom den sociologiska forskningen diskuteras och används teorin flitigt. En föregångare på detta område är inte minst den amerikanske sociologen C. Wright Mills, bl.a. i sin studie White Collar, med en beskrivning av hur konsumtionssamhället skapat en marknad där man inte bara säljer sin arbetstid, utan även sin personlighet.

## Alienation och feminism
Den radikalfeministiska teoretikern Shulamith Firestone utvecklade en egen teori om alienation som innebar att den härstammade från uppdelningen mellan könen, könsarbetsdelningen. Även hon menade att detta var ett förfrämligande från människans samverkande natur. Denna uppfattning kom att bli central för den amerikanska feminismens så kallade "andra våg".